# Idiocera insidiosa
Idiocera insidiosa là một loài ruồi trong họ Limoniidae. Chúng phân bố ở miền Cổ bắc.